# Ковач Адальберт Адальбертович
Адальберт Адальбертович Ковач (23 травня 1978, Виноградів — 25 січня 2015, Санжарівка) — солдат Збройних сил України, учасник Російсько-української війни.

## Біографія
Народився 23 травня 1978 року в м. Виноградів Закарпатської області.
Закінчив Виноградівську ЗОШ № 1. Протягом 16 років працював у Виноградівському виробничо-торговельному швейному об'єднанні «Гроно».
Під час війни — учасник боїв за Дебальцеве. Загинув поблизу села Санжарівка, під час бою на висоті 307,5. У цьому бою українським військовим вдалося знищити три танки та частину живої сили терористів. Тоді ж полягли смертю хоробрих старший лейтенант Сергій Свищ, старшина Олександр Венгер, солдати Андрій Капчур, Олександр Леврінц, Федір Лопацький, Володимир Питак.
Похований 1 лютого 2015 року в рідному місті Виноградів на Закарпатті. Без сина лишились батьки, а також дружина та двоє малолітніх дітей.

## Нагороди та вшанування
- Указом Президента України № 282/2015 від 23 травня 2015 року, «за особисту мужність і високий професіоналізм, виявлені у захисті державного суверенітету та територіальної цілісності України, вірність військовій присязі», нагороджений орденом «За мужність» III ступеня (посмертно)[3].
- 17 вересня 2015 року на сесії Виноградівської міської ради присвоєно звання «Почесний громадянин міста Виноградів»[4].
- 18 лютого 2016 року розпорядженням міського голови вулиця Щорса перейменована на вулицю А.Ковача[5].
- 25 травня 2016 року у Виноградівській ЗОШ № 1 відкрито та освячено пам'ятну дошку Адальберту Ковачу[6].
- Вшановується в меморіальному комплексі «Зала пам'яті», в щоденному ранковому церемоніалі 25 січня[7][8].